# Henrique Saboia
Henrique Saboia ComA • GCA • GOIH • GCIH (Sobral, 20 de setembro de 1925 — Rio de Janeiro, 12 de março de 2005) foi um almirante-de-esquadra brasileiro.

## Biografia
Foi ministro da Marinha no governo de José Sarney, de 15 de março de 1985 a 15 de março de 1990. Em sua homenagem foi incorporado à Marinha do Brasil em 21 de maio de 2009, na cidade de Falmouth - Inglaterra o NDCC Almirante Saboia (G-25).
O Alte Esq Saboia foi responsável por inúmeras realizações: 
- na área política, deu continuidade aos projetos de construção do reator de pesquisa na Universidade do Estado de São Paulo e de enriquecimento de urânio em Aramar, conforme a meta da Marinha de dominar o ciclo de propulsão nuclear;
- na área financeira, incluiu a Marinha na participação dos lucros da exploração do petróleo na plataforma continental, o que assegurou uma nova fonte de recursos destinada à obtenção dos navios-patrulha; e
- na área de reaparelhamento da Marinha, prosseguiu com o programa de construção naval no Arsenal de Marinha do Rio de Janeiro, com a incorporação do Navio-Escola “Brasil”, da Corveta “Inhaúma” e lançamento ao mar da Corveta “Jaceguai”, além do início da construção dos submarinos “Tamoio”, “Timbira” e “Tapajó”.

Assinou, também, contratos em estaleiros privados para a construção das Corvetas “Júlio de Noronha” e “Frontin”; do Navio-Tanque “Almirante Gastão Motta”; e dos Navios-Patrulha “Graúna” e “Goiana”.
Adquiriu, nos Estados Unidos, quatro contratorpedeiros da classe Pará, para atender às necessidades de escolta da Marinha, até a incorporação das corvetas, e dois navios de Desembarque-Doca da classe Ceará, essenciais para assegurar a capacidade operativa da Força de Fuzileiros da Esquadra.
Aproveitando a oportunidade daquele momento, adquiriu e incorporou o Navio de Socorro Submarino “Felinto Perry”; os Navios Oceanográficos “Antares” e “Almirante Álvaro Alberto”; os Rebocadores de Alto-Mar “Tritão”, “Tridente” e “Triunfo”; e o Navio-Auxiliar “Trindade”.
Também adquiriu onze helicópteros Esquilo; seis Super Puma e dezesseis Bell, além de modernizar quatro SH-3.
A 19 de Abril de 1972 foi feito Comendador da Ordem Militar de Avis de Portugal, a 26 de Novembro de 1987 foi elevado a Grã-Cruz da mesma Ordem, a 25 de Julho de 1989 foi feito Grande-Oficial da Ordem do Infante D. Henrique e a 19 de Outubro de 1990 foi elevado a Grã-Cruz da mesma Ordem de Portugal.

## Condecorações
- Grã-Cruz da Ordem do Mérito Naval
- Medalha Militar de Ouro (Passador de Platina) - 40 anos
- Medalha Mérito Tamandaré
- Medalha Mérito Marinheiro - 02 âncoras
- Medalha de Serviços de Guerra